# Podkomorzyce
Podkomorzyce (kaszub. Pòdkòmòrzëjce; niem. Niemietzke) – osada kaszubska w Polsce, położona w województwie pomorskim, w powiecie bytowskim, w gminie Czarna Dąbrówka, nad rzeką Łupawą, przy drodze wojewódzkiej nr . 
Wchodzi w skład sołectwa Czarna Dąbrówka. 
W latach 1975–1998 osada administracyjnie należała do województwa słupskiego.

## Historia
Historia miejscowości sięga co najmniej XIII wieku o czym świadczą zapisy w manuskryptach znalezionych w ruinach opactwa w Parchowie.
Do roku 1945 wieś znajdowała się w granicach ówczesnych Niemiec. 29 grudnia 1937 r., w ramach polityki germanizacji nazw miejscowych pochodzenia słowiańskiego, administracja nazistowska zastąpiła dotychczasową nazwę miejscowości Niemietzke ahistoryczną formą Puttkamerhof.